# Philippe Mazoir
Philippe Mazoir (ur. 11 lutego 1887 w Paryżu, zm. 19 sierpnia 1969 tamże) − francuski bokser, uczestnik igrzysk olimpijskich w 1908 w Londynie.
Na igrzyskach olimpijskich wystąpił w wadze koguciej. Przegrał pierwszą walkę w ćwierćfinale z reprezentantem gospodarzy Johnem Condonem i odpadł z turnieju.
Był amatorskim mistrzem Francji w kategorii piórkowej w 1907, w kategorii koguciej w 1912 i w kategorii muszej w 1914.